# 薩維尼奧 (足球運動員)
薩維奧·莫雷拉·德奧利韋拉（葡萄牙語：Sávio Moreira de Oliveira，2004年4月10日—），通常被稱為薩維尼奧（葡萄牙語：Savinho）或薩維奧（葡萄牙語：Sávio），是一名巴西職業足球員，司職前鋒。巴西國家足球隊成員。2024年夏季轉會窗加盟英超球隊曼城，背號為26號。

## 榮譽
明尼路
- 巴西足球甲級聯賽冠軍 : 2021
- 巴西杯冠軍 : 2021
- 巴西米內羅州聯賽冠軍 : 2020, 2021, 2022
- 巴西超級盃冠軍 : 2022

PSV燕豪芬
- 荷蘭盃冠軍 : 2022–23[4]
- 告魯夫盾冠軍 : 2022[5]

## 外部連結
- Soccerway資料庫：薩維尼奧